# Cascades d'Ouzoud

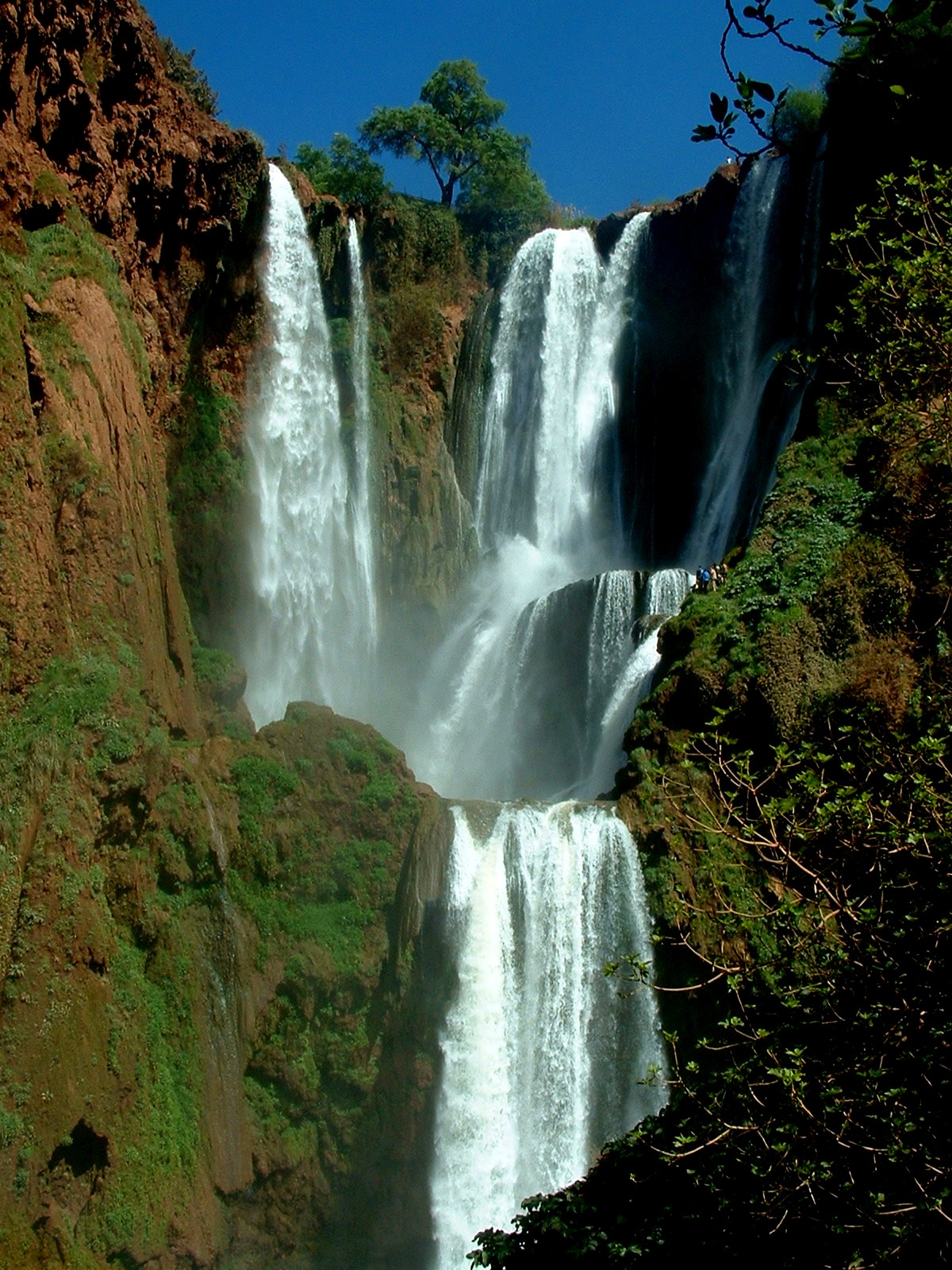
Cascades d'Ouzoud

Cascades d'Ouzoud är några vattenfall belägna i Marocko. Fallen är totalt 110 meter höga och de finns 150 km nordost om Marrakech. Cascades d'Ouzoud översatt till svenska blir Olivfallen och de har fått sitt namn på grund av de olivträd som växer i närheten.